# Freenode
freenode (tidligere Open Projects Network) er et IRC-netværk, der er særligt populært blandt fri software- og open source-brugere og -udviklere.  Netværket har cirka 50.000 brugere og 10.000 kanaler.
freenode anvender IRC-serverprogrammet hyperion-ircd, en fork af dancer-ircd.  Hyperions oprindelse kan spores tilbage til EFnets ircd-hybrid-6.0-kodebase.  NickServ- og ChanServ-botter fra Atheme anvendes til registrering af brugerkonti og kanaler.  Netværkets servere navngives normalt efter science fiction- og fantasy-forfattere.

## Historie
Netværkets grundlægger, Rob Levin (1955-2006), har sporet dets udspring til den 29. januar 1994, hvor han startede en lille supportkanal til Linux, kaldet #linuxneo på IRC-netværket EFnet. Kanalen var ikke aktiv før august samme år og snart ændredes navnet til #linpeople.
Kanalen flyttede siden til Undernet og derefter til DALnet, og i slutningen af 1995 til sin egen IRC-server, irc.linpeople.org.  I 1998 ændredes servernavnet til irc.openprojects.net og formålet blev generaliseret, hvilket førte til at mange fri software-projekter blev tiltrukket.  I august 2000 overgik man til navnet freenode, hørende under Peer-Directed Projects Center.